# Rinus Paul
Marinus Cornelis "Rinus" Paul (nascido em 17 de agosto de 1941) é um ex-ciclista holandês que participava em competições de ciclismo de estrada e pista.
Na pista, terminou em quarto na prova tandem nos Jogos Olímpicos de Verão de 1960 em Roma.
Na estrada, venceu o Ronde van Zuid-Holland (1960) e Volta a Holanda do Norte (1963), bem como uma etapa do Tour de Olympia em 1963.
Paul se tornou profissional em 1967 e permaneceu até 1970.